# Robert Wojciech Portius

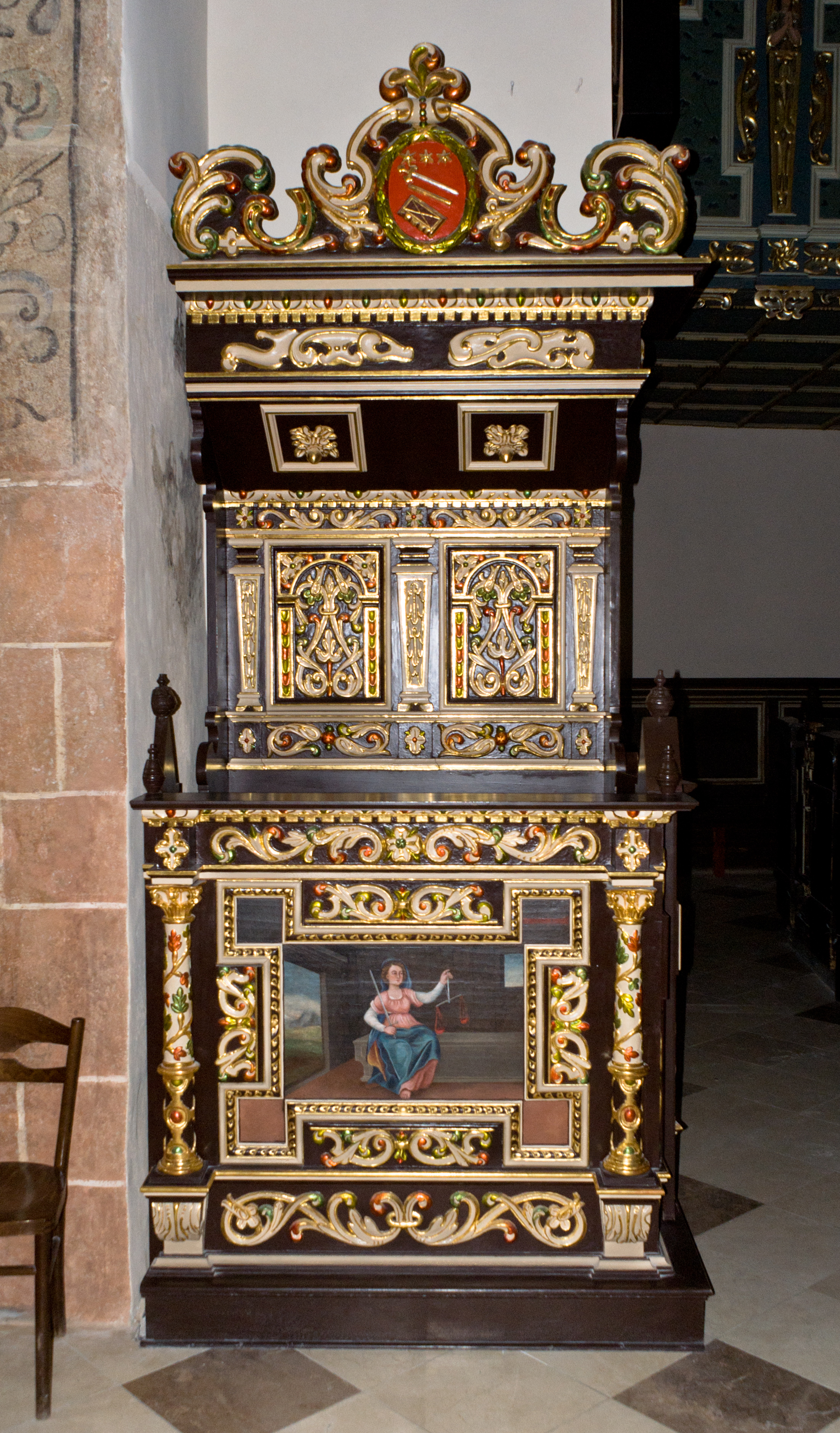
Ławka Anny i Roberta Portiusów w kościele pw. Świętej Trójcy w Krośnie

Robert Wojciech Portius, Wojciech Robert Porcjusz (nazwisko rodowe Robert Gilbert Porteous de Lanxeth) (ur. około 1600-1601, zm. 6 stycznia lub 15 stycznia 1661) – szkocki faktor i serwitor królewski, jeden z najznamienitszych patrycjuszy krośnieńskich, komendant miasta, dzierżawca wsi Szczepańcowa oraz folwarku w Suchodole.

## Życiorys
Pochodził z Langside, w pobliżu Dalkeith w Szkocji. Miał brata Tomasza Portiusza. W 1627 r. poślubił Annę z Hesnerów i zakupił kamienicę w Rynku w Krośnie. Do swojego majątku doszedł dzięki handlowi, m.in. winem sprowadzanym z Węgier do Polski, od 1632 roku faktor i serwitor królewski, stronnik króla Jana Kazimierza, wieloletni wójt Wolnego Królewskiego Krosna. W 1657 r. Jan Kazimierz mianował go komendantem Krosna. Przez dwa lata Portius powiększył o 500 łokci mur obronny, a przeszło połowę funduszy dał ze swych oszczędności.
Dowodził z sukcesem obroną miasta w czasie najazdów Szwedzkich i księcia siedmiogrodzkiego Rakoczego 16 marca 1657 r.
Był pomysłodawcą i fundatorem m.in. przebudowy Fary w latach 1637–1646, kaplicy pw. św. Piotra i Pawła (przy kościele farnym w Krośnie) oraz dzwonnicy przy Farze, a także szeregu realizacji artystycznych w mieście. Za swe zasługi dla rozwoju miasta otrzymał od króla tytuł szlachecki.
W testamencie z r. 1658 zapisał dla Krosna 6 tys. zł na podwyższenie wieży strażniczej oraz 2 tys. zł na mury obronne. Jego imię nosi jedna z ulic starego miasta.
W farze w Krośnie, w mauzoleum Portiusów, wiszą ich portrety, a w niedostępnej krypcie grobowej pod posadzką kaplicy spoczywają szczątki: Roberta Wojciecha Porcjusza (zm. 1661), jego żony Anny z Hesnerów Porcjuszowej (zm. 1648) oraz Tomasza Porcjusza (zm. 1676) – brata Wojciecha Roberta.